# Jugoszlávia a 2002. évi téli olimpiai játékokon
A Jugoszláv Szövetségi Köztársaság az egyesült államokbeli Salt Lake Cityben megrendezett 2002. évi téli olimpiai játékok egyik részt vevő nemzete volt. Az országot az olimpián 2 sportágban 6 sportoló képviselte, akik érmet nem szereztek.

## Alpesisí
Férfi
| Versenyző      | Versenyszám      | 1. futam | 1. futam | 2. futam | 2. futam | Összesítés | Összesítés |
| Versenyző      | Versenyszám      | Idő      | Hely.    | Idő      | Hely.    | Idő        | Helyezés   |
| -------------- | ---------------- | -------- | -------- | -------- | -------- | ---------- | ---------- |
| Marko Ðorđević | Műlesiklás       | 55,95    | 36.      | 1:00,04  | 25.      | 1:55,99    | 26.        |
| Marko Ðorđević | Óriás-műlesiklás | 1:17,25  | 48.      | 1:16,40  | 42.      | 2:33,65    | 41.        |

Női
| Versenyző      | Versenyszám      | 1. futam | 1. futam | 2. futam      | 2. futam      | Összesítés | Összesítés |
| Versenyző      | Versenyszám      | Idő      | Hely.    | Idő           | Hely.         | Idő        | Helyezés   |
| -------------- | ---------------- | -------- | -------- | ------------- | ------------- | ---------- | ---------- |
| Jelena Lolović | Műlesiklás       | 58,87    | 38.      | nem ért célba | nem ért célba | kiesett    | kiesett    |
| Jelena Lolović | Óriás-műlesiklás | 1:20,54  | 40.*     | 1:21,50       | 42.           | 2:42,04    | 40.        |

* - egy másik versenyzővel azonos eredményt ért el

## Bob
Férfi
| Versenyző                                                 | Versenyszám | 1. futam | 1. futam | 2. futam | 2. futam | 3. futam | 3. futam | 4. futam | 4. futam | Összesítés | Összesítés |
| Versenyző                                                 | Versenyszám | Idő      | Hely.    | Idő      | Hely.    | Idő      | Hely.    | Idő      | Hely.    | Idő        | Helyezés   |
| --------------------------------------------------------- | ----------- | -------- | -------- | -------- | -------- | -------- | -------- | -------- | -------- | ---------- | ---------- |
| Boris Rađenović Dalibor Ðurđić Rašo Vucinić Vuk Rađenović | Négyes      | 48,66    | 28.      | 48,79    | 30.      | 48,97    | 24.      | 49,13    | 26.      | 3:15,55    | 25.        |